# Themiszón
Themiszón (1. század) ókori görög orvos.
Laodikeiából származott, s a metodikus orvosi iskola híve volt. Élete jó részét Rómában élte le. Munkái elvesztek, ám tanai lényegét több ókori orvos munkáiból (Celsus, Galénosz, főképp Coelius Aurelianus) ismerjük, akik sokszor idézték, illetve magyarázták azokat. Idősebb Plinius a Historia Naturalis 14. és 15. könyve megírásához felhasznált szerzők közt említi nevét, s igen dicsérően szól róla. Seneca mint kitűnő orvost említi leveleiben, Juvenalis azonban egy szatírájában gúnyosan azt a megjegyzést teszi, hogy egy-egy ősz tartama alatt igen sok beteget ölt meg. Coelius Aurelianus közlése szerint a piócák vérelvonás céljából való alkalmazását Themiszón honosította meg az orvosi gyakorlatban.